# Скальпирование

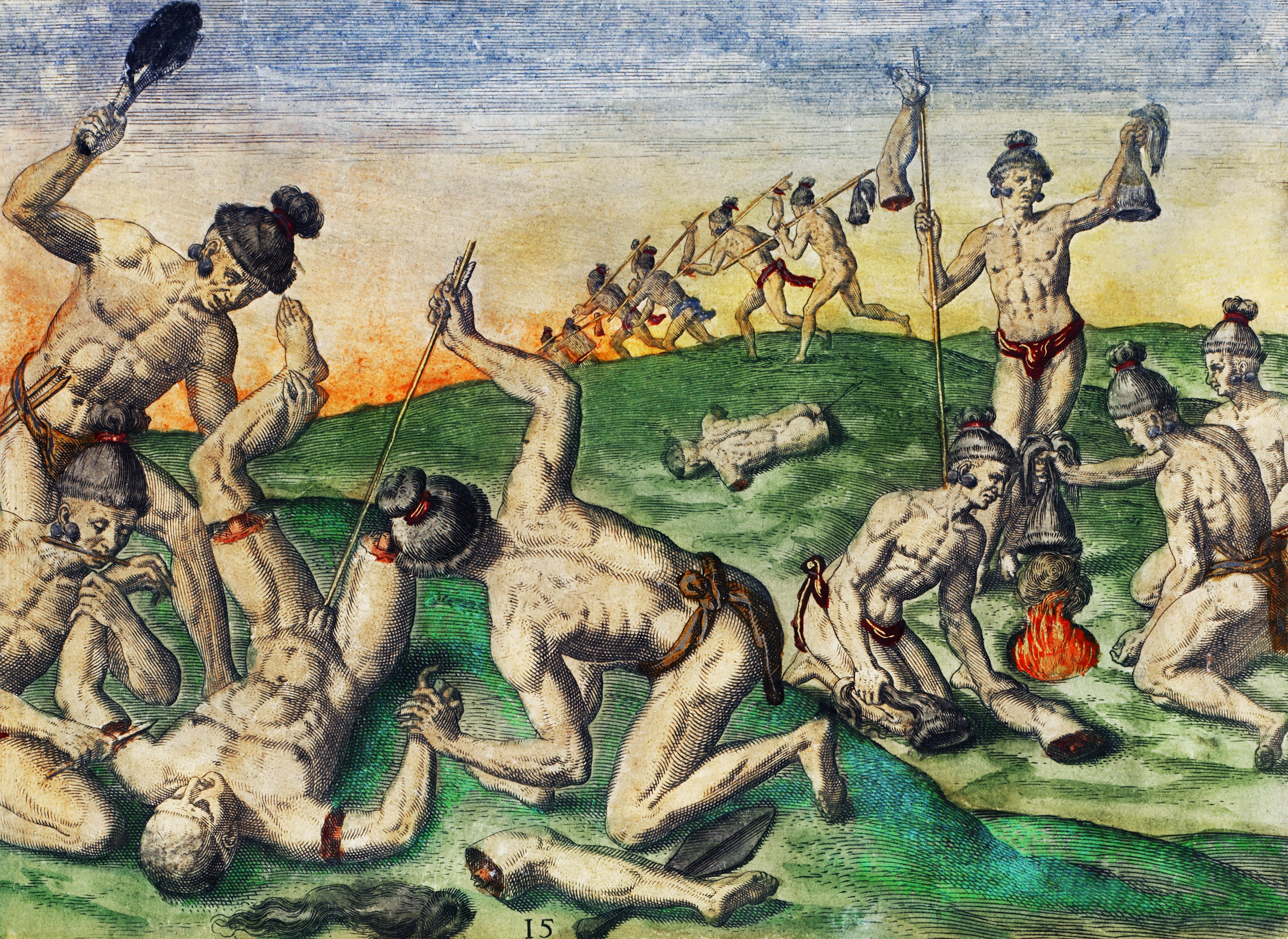
Скальпирование индейцами своих врагов. Гравюра Теодора де Бри, 1596 г.

Скальпирование — удаление с головы участка кожи вместе с волосами, то есть скальпа. Скальпы использовались для подтверждения проявленной смелости на войне. Они оказались более удобными по сравнению с отрубленными головами, применявшимися с аналогичной целью. Подобные обычаи встречались в прошлом у народов Европы, Азии и Африки. Наиболее известное и массовое его проявление связано с североамериканскими индейцами и историей колонизации Северной Америки.

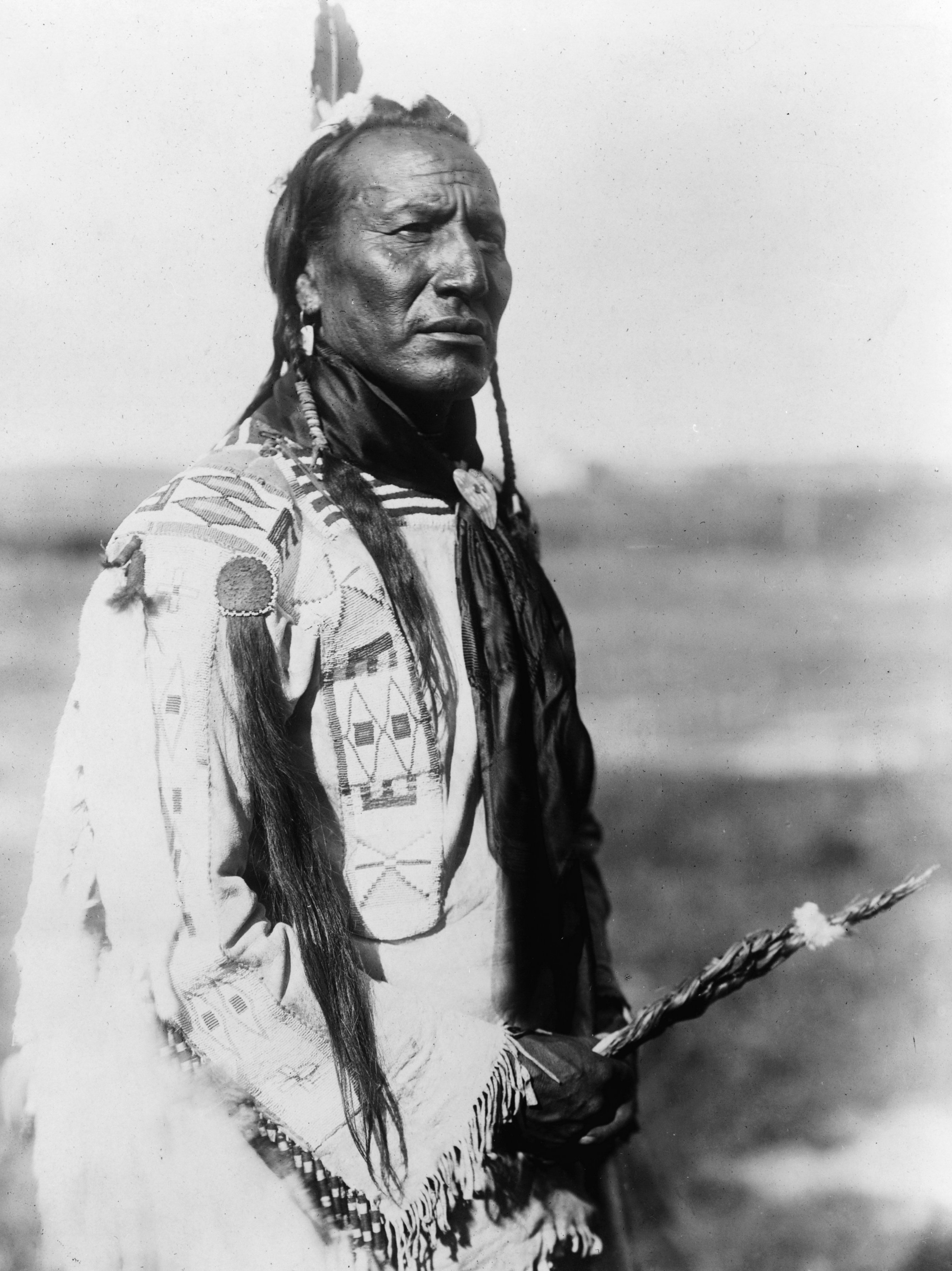
Индеец пикуни Болтливый Источник. На правом плече — украшение из скальпа. 1910 г.

## Скифы
Скальпирование было распространено среди древних скифов Евразии. Греческий историк Геродот так писал о скифах в 440 г. до н. э.: «Военные обычаи скифов… Кожу с головы сдирают следующим образом: на голове делают кругом надрез около ушей, затем хватают за волосы и вытряхивают голову из кожи. Потом кожу очищают от мяса бычьим ребром и мнут её руками. Выделанной кожей скифский воин пользуется, как полотенцем для рук, привязывает к уздечке своего коня и гордо щеголяет ею. У кого больше всего таких кожаных полотенец, тот считается самым доблестным мужем.».

## Европа
В записях аббата Эммануэля Х. Д. Доминика (Emmanuel H. D. Domenech) говорится, что скальпы снимались во время войн между вестготами, франками и англосаксами в IX в. Аббат ссылается на расшифровку летописей древних германцев и следующие слова: capillos et cutem detrahere, написанные в «Кодексе вестготов», а также в «Анналах» Флодоарда (Annals of Flodoard).

## Северная Америка

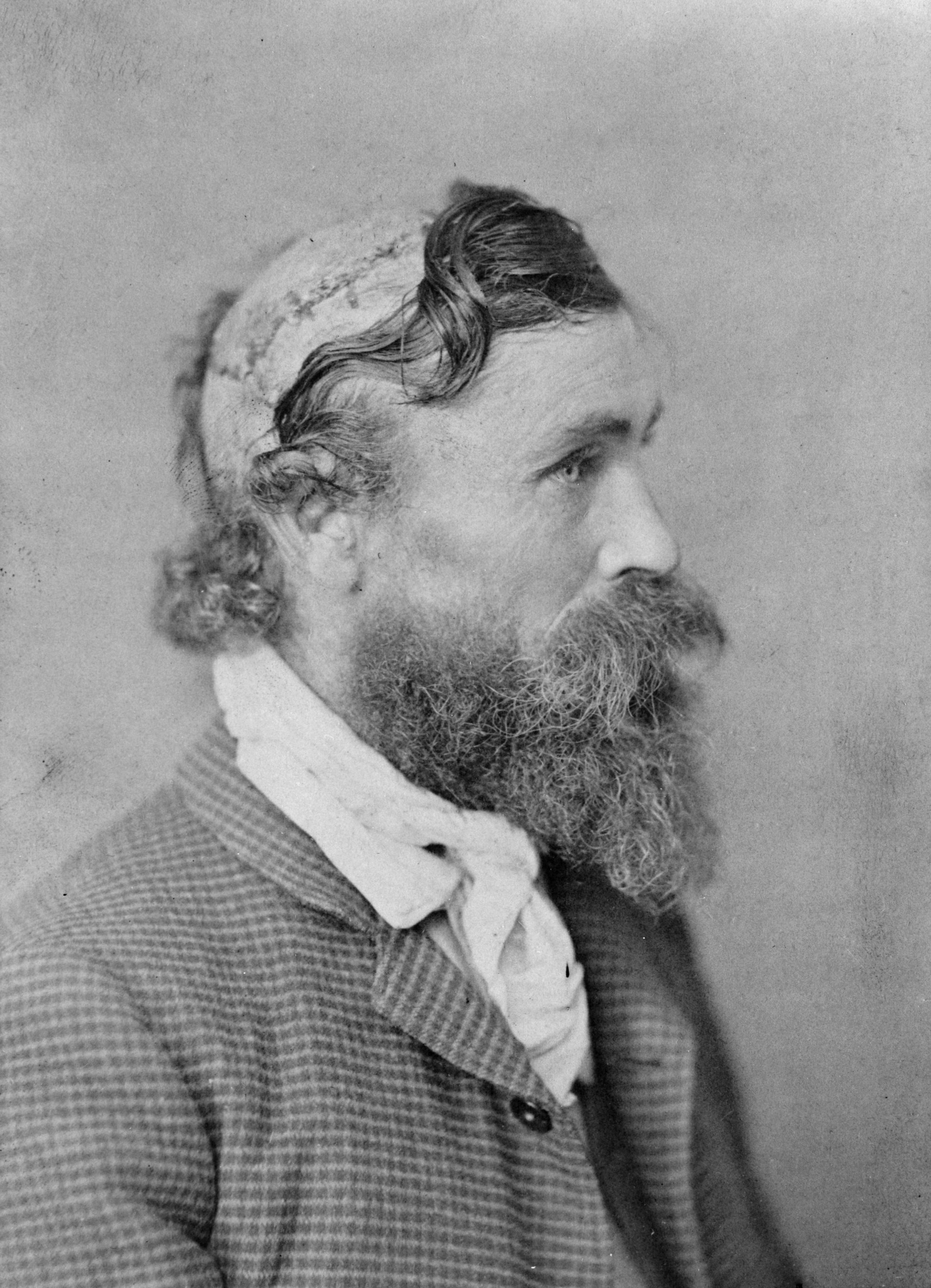
Роберт МакГи. В 1864 году, когда он был ребёнком, с него снял скальп вождь сиу Маленькая Черепаха

В Северной Америке скальпирование пришло на смену более древнему обычаю — отрезанию головы. Многие племена североамериканских индейцев практиковали скальпирование вплоть до конца XIX века. Этно-историк Джеймс Экстел (James Axtell) утверждает, что имеются многочисленные свидетельства того, что скальпирование существовало у коренных американцев задолго до прихода европейцев. Экстел считает, что нет никаких доказательств, подтверждающих, что первооткрыватели или первые европейские поселенцы Америки были знакомы с древним обычаем скальпирования или обучили ему индейцев. По мнению Экстела, лишь недавно (в 60-х годах XX века) возникла идея, что европейцы научили коренных американцев снимать скальпы. Эта идея быстро получила распространение, так как соответствовала духу времени «воинственных» 60-х, однако Экстел утверждает, что археологические, исторические, графические и лингвистические свидетельства противоречат этому представлению.
Считается, что общение с европейцами привело к распространению скальпирования среди коренных американцев. И правда, некоторые правительства белых поощряли данный обычай своих индейских союзников во время войны. Например, в период Войны за независимость США Генри Гамильтон (Henry Hamilton), британский вице-губернатор Канады, был известен под прозвищем «Генерал — скупщик волос», так как он якобы платил индейским союзникам за скальпы американских поселенцев. Поэтому, когда на войне Гамильтон был пойман американцами, к нему относились как к военному преступнику, а не военнопленному. Как бы то ни было, в тот период и колонизаторы, и индейцы часто снимали скальпы со своих жертв. Скальпирование было выгодным бизнесом, так как скальпы высоко ценились правительством: так, в 1703 г. в Пенсильвании скальп индейца-мужчины стоил 124 доллара, а женщины — 50 долларов (20 долларов — примерно унция золота).

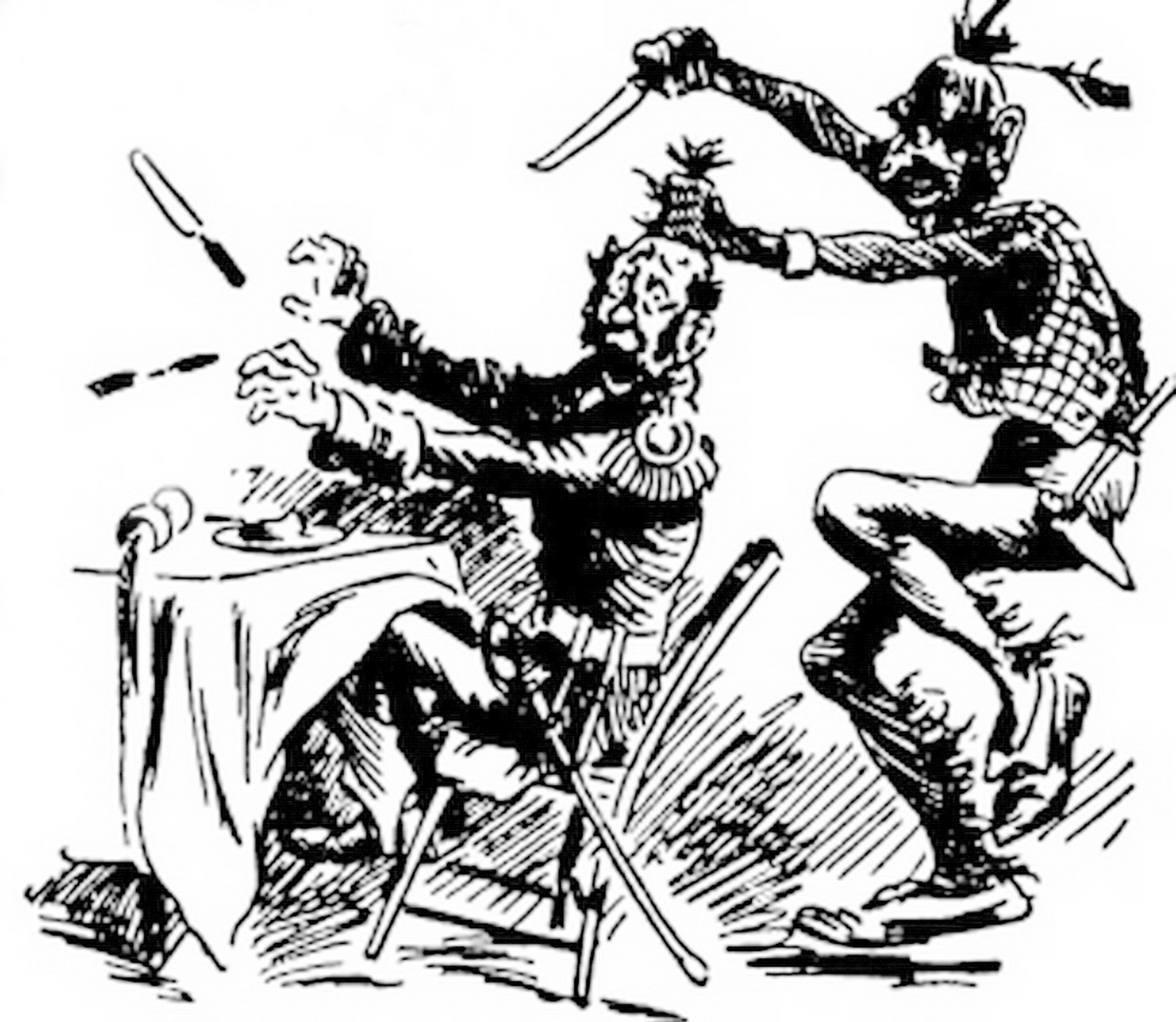
Скальпирование. Карикатура из «Истории США Билла Ная», 1894 г.

Во времена нападения на земли навахо в 1863 под командованием генерала Джеймса Карлтона (James Carleton) за поимку скота индейцев давали вознаграждение, таким образом лишая навахо зимних припасов. Некоторые также стали давать награду и за поимку индейцев племени, а со временем белые начали отрезать волосы индейцев навахо, которые те перевязывали красной лентой.
Другой подобный случай связан с принудительным выселением индейцев племени сиу Санти. «Индейцев сиу нужно истребить или навсегда прогнать из штата», — это слова губернатора Рэмси (Ramsey). Другим случаем надругательства над побежденными индейцами стала стычка у берегов озера Вуд в 1862 г. Большой Орел, вождь племени Санти, говорил следующее: «Мы потеряли четырнадцать или пятнадцать человек, многие были ранены. Некоторые из раненых умерли впоследствии, я точно не знаю, сколько именно. После сражения мы забрали с собой только раненых, но не мёртвых. Белые же сняли скальпы со всех погибших, так мне сказали». После произошедшего генералу Силби пришлось издать такой приказ: «Тела погибших, даже если они принадлежат враждебным дикарям, не должны подвергаться надругательствам со стороны цивилизованных христиан». Тем не менее скальпирование продолжалось в других штатах. Так, правительство Калифорнии в 1889 году опубликовало каталог-ценник. В нём оценивались пол, возраст человека, с которого снят скальп, и даже качество скальпов. Например, «скальп взрослого индейца с ушами» стоил двадцать долларов.

## Электроника
С середины XX в. процесс удаления корпуса микросхемы или отдельной радиодетали, не затрагивая и не повреждая саму электрическую схему, для изучения принципа работы, улучшения параметров или, даже, изменения параметров работы (пример: подпиливание надфилем кристаллов кварца в генераторе частоты) также называют скальпированием.